# Marlies Fritzen

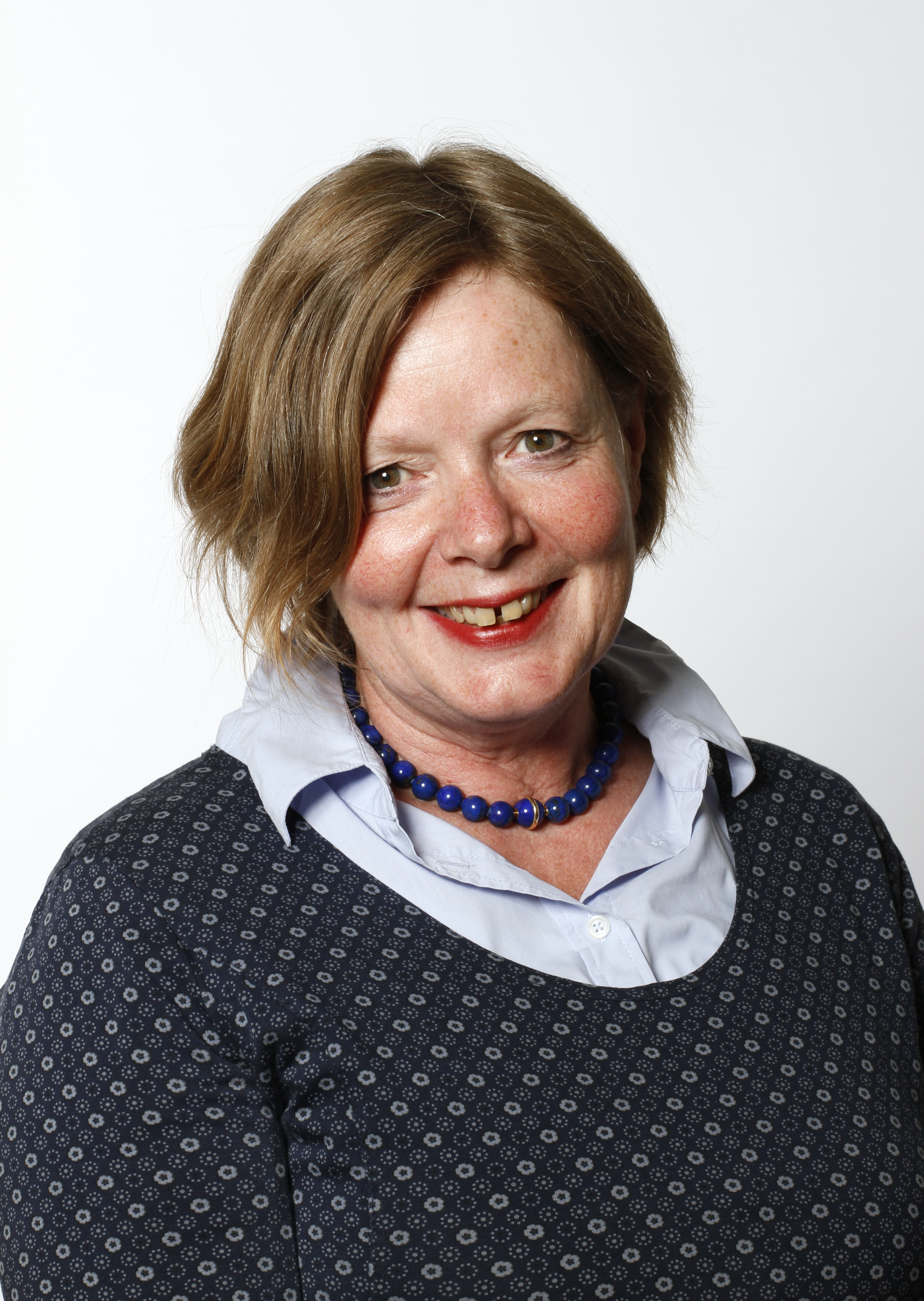
Marlies Fritzen

Marlies Fritzen (eigentlich Marie-Elisabeth Fritzen, geborene Strohband) (* 13. Februar 1962 in Coesfeld) ist eine deutsche Politikerin (Bündnis 90/Die Grünen). Sie war von 2009 bis 2022 Abgeordnete im Landtag Schleswig-Holstein, dessen Vizepräsidentin sie von 2009 bis 2017 war.

## Beruf und Ehrenamt
Nachdem sie die Schule 1981 mit dem Abitur abgeschlossen hatte, absolvierte sie bis 1983 eine Ausbildung zur Redakteurin bei der Münsterschen Zeitung. Anschließend folgte ein Studium der Geschichte und Germanistik an der Universität Augsburg, das sie 1989 mit einem Magister beendete.
Nach dem Ende ihres Studiums arbeitete Marlies Fritzen bis 2000 als Lehrkraft für Deutsch als Fremdsprache, Geschichte und Deutsch in Lübeck. Von 2001 bis 2004 war sie als wissenschaftliche Mitarbeiterin für die Kulturstiftung Hansestadt Lübeck tätig und von 2004 bis 2006 als Referentin für Presse- und Öffentlichkeitsarbeit der St. Petrikirche zu Lübeck.
Die politische Karriere von Marlies Fritzen begann im Jahr 2000 mit der Wahl zur Kreisvorstandssprecherin von Bündnis 90/Die Grünen in Ostholstein. Für diese Aufgabe stand sie 2006 nicht mehr zur Verfügung, da sie vom Parteitag 2005 zur Landesvorsitzenden der Grünen in Schleswig-Holstein gewählt worden war. Dieses Amt gab sie 2009 mit dem Einzug in den Landtag auf.

## Politische Wahlämter
Von den Kommunalwahlen in Schleswig-Holstein im Mai 2003 bis zu ihrem Einzug in den Landtag im Oktober 2009 war sie Mitglied der Kreistagsfraktion der Grünen in Ostholstein.
Zur Landtagswahl in Schleswig-Holstein 2009 kandidierte Fritzen erstmals und zog über Platz 3 der Landesliste in den Landtag ein. Sie war Mitglied im Umwelt- und Agrarausschuss und umweltpolitische Sprecherin ihrer Fraktion. Diese Positionen behielt sie auch nach der Landtagswahl in Schleswig-Holstein 2012. Außerdem ist sie stellvertretendes Mitglied im Petitionsausschuss, dem sie seit 2012 angehört. In der 17. und 18. Wahlperiode (2009–2017) war sie Vizepräsidentin des Landtags und als solche Mitglied des Ältestenrats. In der 18. Wahlperiode (2012–2017) war sie zudem stellvertretende Vorsitzende des Umwelt- und Agrarausschusses. Bei der Landtagswahl in Schleswig-Holstein 2017 zog sie erneut in den Landtag ein.
Ihre Themenschwerpunkte waren die Umweltpolitik und die Kulturpolitik.
Bei der Landtagswahl 2022 trat sie nicht mehr an.

## Privates
Marlies Fritzen ist verheiratet.